# Marti Ke
Marti Ke är ett australiskt språk som talas av 3 personer. Marti Ke talas i Nordterritoriet. Marti Ke tillhör dalyspråken.